# Randy Jackson (ur. 1956)
Randy Jackson, właśc. Randall Darius Jackson (ur. 23 czerwca 1956 w Baton Rouge) – amerykański gitarzysta basowy, piosenkarz i producent muzyczny, uhonorowany nagrodą Grammy. Juror programu American Idol.

## Dyskografia
| Tytuł                              | Dane dot. albumu                                | Pozycja na liście | Sprzedaż        |
| Tytuł                              | Dane dot. albumu                                | USA               | Sprzedaż        |
| ---------------------------------- | ----------------------------------------------- | ----------------- | --------------- |
| Randy Jackson's Music Club, Vol. 1 | - Data: 11 marca 2008 - Wydawca: Dream Merchant | 50                | - USA: 35 tys.+ |

## Filmografia
- „Bubblegum Babylon” (2002, film dokumentalny, reżyseria: James Flint)[5]
- „Being Simon Cowell” (2003, film dokumentalny, reżyseria: Tim Quicke)[6]
- „Rockin' the Corps: An American Thank You” (2005, film dokumentalny, reżyseria: Daniel E. Catullo, Lawrence Jordan)[7]
- „What Did ITV Do for Me?” (2005, film dokumentalny, reżyseria: John Kaye Cooper)[8]
- „The JammX Kids All Star Dance Special” (2006, film dokumentalny, reżyseria: Michael Dempsey)[9]